# Rhipidocladum parviflorum
Rhipidocladum parviflorum är en gräsart som först beskrevs av Carl Bernhard von Trinius, och fick sitt nu gällande namn av Mcclure. Rhipidocladum parviflorum ingår i släktet Rhipidocladum och familjen gräs. Inga underarter finns listade i Catalogue of Life.